# Гаврилковское сельское поселение (Костромская область)
Гаври́лковское сельское поселение — упразднённое муниципальное образование в Мантуровском районе Костромской области. Административный центр — деревня Попово.

## История
Гаврилковское сельское поселение образовано 30 декабря 2004 года в соответствии с Законом Костромской области № 237-ЗКО, установлены статус и границы муниципального образования.
13 июля 2012 года в соответствии с Законом Костромской области от 13 апреля 2012 года № 212-5-ЗКО поселение упразднено, его территория включена в состав Подвигалихинского сельского поселения.